# Claude Thornhill

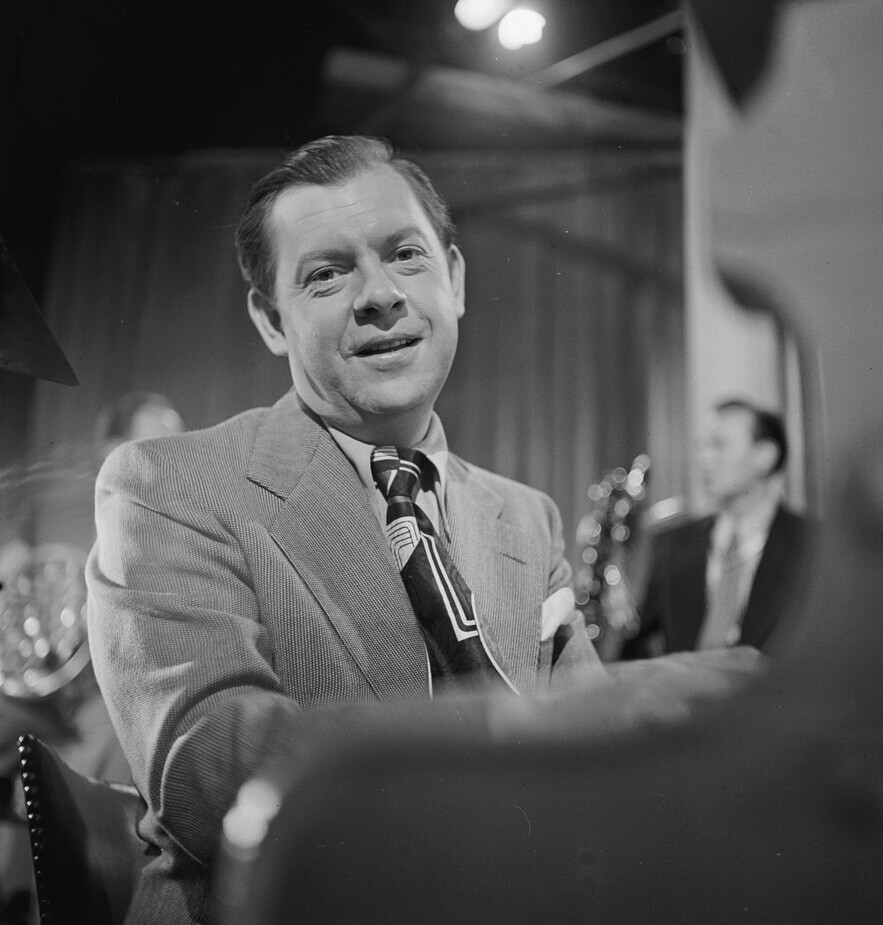
Claude Thornhill, ca. 1947.
Fotografie von William P. Gottlieb.

Claude Martin Thornhill  (* 10. August 1909 in Terre Haute, Indiana; † 1. Juli 1965 in New York, New York) war ein amerikanischer Arrangeur sowie Bandleader und Pianist des Claude Thornhill Orchestra, das Jazz-Versionen populärer Tanz- und Unterhaltungsstücke in Swing, Bebop und Cool Jazz spielte.

## Leben und Wirken
Claude Thornhill war der Sohn von James Chester Thornhill und dessen Frau Maude Ethel (geb. Martin). Er spielte schon als Kind Klavier und studierte am Konservatorium von Cincinnati und am Curtis Institute of Music. Seine Musikerkarriere begann in der Band von Austin Wylie, wo er auch Artie Shaw kennenlernte; er arrangierte dann 1928 bis 1931 bei Hal Kemp; 1935/36 war er zudem als Arrangeur und Pianist in der Ray Noble Band. Danach arbeitete er bis 1939 bei Bing Crosby, aber auch für Benny Goodman, John Kirby, Paul Whiteman und Maxine Sullivan, für die er das schottische Volkslied Loch Lomond arrangierte. Außerdem wirkte er als Pianist/Arrangeur an Aufnahmen von Billie Holiday mit, die er bei You Go to My Head im Mai 1938 begleitete. 1937/38 entstanden erste Aufnahmen unter eigenem Namen und er ging mit Maxine Sullivan auf Tournee.
Im Sommer 1939, nach einem längeren Aufenthalt an der Westküste, wo er musikalischer Direktor der Skinnay Ennis Band war und durch den Hiterfolg von Gone With the Wind von Maxine Sullivan zu Prominenz gekommen war, gründete Thornhill ein eigenes Orchester. Sie spielten einige Gigs in Kalifornien um 1940–42, so im Glen Island Casino im März 1941; in Thornhills Band spielten damals Musiker wie der Klarinettist Irving Fazola, die Trompeter Conrad Gozzo und Rusty Diedrick sowie die Posaunisten Tasso Harris und Bob Jenney. Von dieser Band wurden Schallplatten eingespielt, wie die Titel Where or When, Sleepy Serenade, Snowfall, ihre Erkennungsmelodie und Arrangements aus der klassischen Musik wie Träumerei und der Ungarische Tanz Nr. 5. Unter den Instrumentalstücken ragte das Stück Portrait of a Guinea Farm durch sein humorvolles Arrangement heraus.
Im Sommer 1942 spielte das Thornhill Orchester erneut im Glen Island Casino. Inzwischen war die Band angewachsen; zu ihr gehörten – zusätzlich zu ihren sieben Klarinettisten – zwei Waldhörner und eine Reihe von Sängern, darunter Lilian Lane, Martha Wayne und Buddy Stewart. Die Band nahm weitere Stücke auf, u. a. Somebody Else is Taking My Place oder die Gil Evans-Arrangements von There’s a Small Hotel und Buster’s Last Stand. Da in dieser Zeit jedoch viele Musiker zum Wehrdienst einberufen wurden, verfiel die Band, bis auch Thornhill selbst im Oktober 1942 in die Marine eingezogen wurde. Nach der Unterbrechung durch den Kriegseinsatz – Thornhill spielte während seiner Dienstzeit bei der Marine bei der Artie Shaw Band und organisierte Shows – übersiedelten das Thornhill-Orchester und Gil Evans, der seit 1941 dazugehörte, 1946 nach New York.

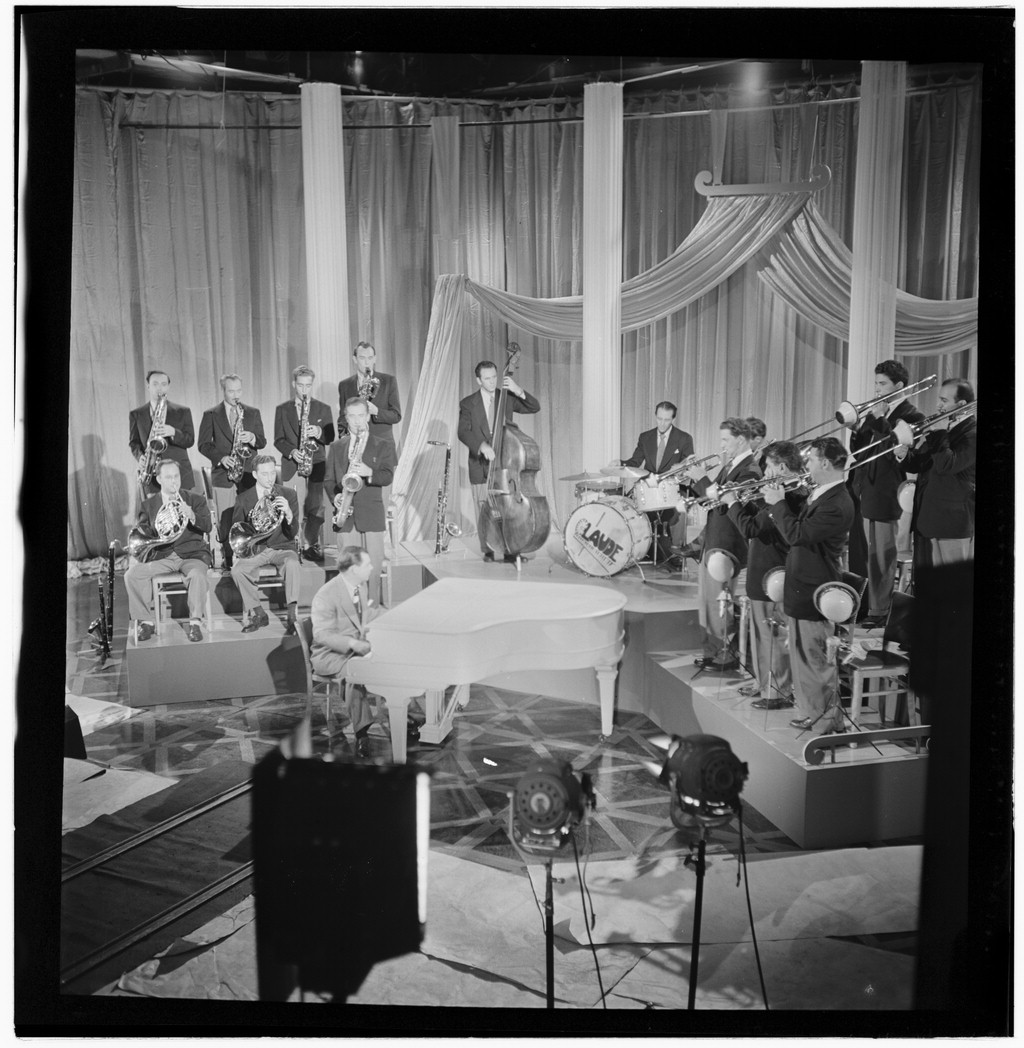
Claude Thornhill Orchestra, u. a. mit Joe Shulman, Danny Polo, Lee Konitz, Louis Mucci, Barry Galbraith, Bill Barber, ca. 1947.
Fotografie von William P. Gottlieb.

Dort gründete er 1946 eine neue Big Band, zu der ehemalige Mitglieder stießen und der zeitweise Musiker wie Lee Konitz, Red Rodney, Tony Scott, Danny Polo, Joe Shulman, Bill Barber, Louis Mucci oder Barry Galbraith angehörten; Sänger in der Band waren Fran Warren, die sich mit A Sunday Kind of Love etablierte, und Buddy Hughes. Ein weiterer Vokalist war Gene Williams, der später eine eigene Band leitete. Mit Gil Evans und Gerry Mulligan als Arrangeuren wurde das seit 1941 entstandene Konzept weiter entwickelt und in einen swingenderen Kontext getragen.
Neben dem in diesem Genre führenden Swing-Orchester von Stan Kenton gingen auch die Orchester von Boyd Raeburn und Claude Thornhill bereits in den 1940er Jahren in Ansätzen auf den jungen Bebop ein. Andererseits erweiterte der ausgebildete Komponist Thornhill sein Orchester um „klassische“ Instrumente wie Waldhorn und später auch Tuba  –  die wiederum vom kreativen Arrangeur Gil Evans zu ungewöhnlichen neuen und volleren Klangfarben, teils Vorstufen zum Cool Jazz, genutzt wurden.
Neben Evans trug dort auch der Baritonsaxophonist Gerry Mulligan Arrangements bei. Als Evans sich 1948 von Thornhill trennte, weil ihm dessen Klangvorstellungen zu düster wurden, wurde der Musiker und Musiktheoretiker George Russell sein Nachfolger. Highlights sind die ungewöhnlichen, durch tiefe Hörner geprägten Versionen von Donna Lee, Anthropology, Yardbird Suite und Lover Man, die 1947 entstanden. Dieses Klangbild nahm durch Evans, Mulligan und Konitz 1948–50 Einfluss auf das historische Miles Davis-Nonet mit den Birth of the Cool-Aufnahmen bei Capitol.
Im Jahr 1948, als der Bigband-Boom bereits vorüber war, nach den Aufnahmen von For Heaven’s Sake und Let’s Call it A Day, löste Thornhill die Band auf. Einige Monate später hatte er einen Auftritt mit Hal McKusick, Tony Scott, Nick Travis, Gene Quill und Bob Brookmeyer; seine Aktivitäten in der Jazzszene wurden aber weniger. Nach einem Nervenzusammenbruch in den 1950er Jahren formierte Thornhill zwischen längeren Krankheitsphasen gelegentlich neue Big Bands, so 1956 für einen Auftritt im Birdland, arbeitete dann später mit teils semi-professionellen und kleineren Gruppen. Um 1965 lebte er in New Jersey; in der Nacht zum 1. Juli 1965 starb er nach zwei Herzinfarkten.
Seine Band war „sanft und doch kraftvoll, zart und doch stark, fein und doch strahlend, witzig und doch tiefsinnig“, charakterisierte sie George T. Simon in seinem Werk über die Bigband-Ara.

## Diskographische Hinweise
- Snowfall (Hep Records, 1940/41)
- Buster's Last Stand (Hep, 1941–47)
- The Transcriptions Performances 1947 (Hep, 1947)
- The 1948 Transcriptions Performances (Hep, 1948)
- The Crystal Gazer - the Later Recordings (Sounds of Yesteryear, 1946–56)